# Scheidingsbemiddeling
Scheidingsbemiddeling is een manier om echtscheiding goed te regelen, als alternatief voor het regelen via een advocaat. De afspraken kunnen met deze methode buiten een advocaat gemaakt worden in overleg met een echtscheidingsbemiddelaar of mediator, en uiteindelijk via een advocaat-procureur worden voorgelegd aan de rechtbank ter bekrachtiging van de echtscheidingswens. 
Een voordeel voor een bemiddelaar over een advocaat zit in de kosten: de dienstverlening is vaak op een vast tarief gebaseerd, niet op uurloon. De bemiddelaar probeert het probleem zo goed en snel mogelijk op te lossen, terwijl een advocaat erbij gebaat is om het proces langer te laten duren. 

## Werkzaamheden
Een echtscheidingsbemiddelaar kan verschillende taken op zich nemen, afhankelijk van zijn of haar achtergrond en ervaring. Daarvan is informatievoorziening toch wel het belangrijkst. De bemiddelaar werkt voor beiden en kan er zodanig voor zorgen dat ieder dezelfde informatie heeft en het overzicht wordt gehouden. Partijen worden bijvoorbeeld geïnformeerd over:
- Hun wederzijdse rechten en plichten per onderwerp.
- De opties die zij per onderwerp hebben.
- De consequenties van de verschillende mogelijkheden, zowel praktisch als financieel en fiscaal.

De scheidingsbemiddelaar beheerst per definitie alle aspecten die bij een echtscheiding een rol spelen. Dus weet hij/zij veel over:
- De zorg voor de kinderen
- Kinderalimentatie
- Partneralimentatie
- Verdeling van de bezittingen
- Het eigen huis en nieuwe woonruimte
- Pensioenen
- Verzekeringen
- Belasting voor- en nadelen
- etc. etc.

Door deze brede kennis kunnen partijen met één partij alles rond de scheiding regelen en worden de verbanden tussen alle verschillende onderdelen goed bewaakt. Dit in tegenstelling tot partijen die zich vooral richten op de juridische, emotionele of financiële kant van de zaak.
Deze aanpak heeft naast een (veel) lager kostenplaatje zodoende ook als voordeel dat de scheiding sneller, rustiger en prettiger verloopt en er meer aandacht is voor de periode na de scheiding waarin de mensen weer een nieuwe fase in hun leven tegemoet gaan. Niet de (juridische) scheiding is het doel, maar het maken van zodanige afspraken dat het leven na de scheiding op orde kan komen.
Scheidingsbemiddelaars die ook mediator zijn kunnen daarnaast de communicatie tussen de partijen bevorderen en begrip creëren tussen beiden bij verschil van inzichten of andere standpunten.  Als de bemiddelaar als transformatief mediator optreedt, kunnen de grootste problemen uit het conflict gehaald worden waardoor het verwerken van de scheiding sneller een plaats kan vinden, waardoor de uiteindelijke relatie beter uit kan pakken.